# ヴァネヴァー・ブッシュ賞
ヴァネヴァー・ブッシュ賞（Vannevar Bush Award）は、アメリカ国立科学財団が授与する科学技術賞。
科学技術によって社会に貢献したアメリカ合衆国内の研究者に授与される。ヴァネヴァー・ブッシュにちなんで1980年に創設された。

## 受賞者
- 1980 James R. Killian
- 1981 William O. Baker
- 1982 Lee DuBridge
- 1983 フレデリック・ザイツ
- 1984 Roger Revelle
- 1985 ハンス・ベーテ
- 1986 イジドール・イザーク・ラービ
- 1987 デビッド・パッカード
- 1988 グレン・シーボーグ
- 1989 ライナス・ポーリング
- 1991 ジェームズ・ヴァン・アレン
- 1992 Jerome Wiesner
- 1993 ノーマン・ハッカーマン
- 1994 フランク・プレス
- 1995 ノーマン・ラムゼー
- 1996 フィリップ・アベルソン
- 1997 Guyford Stever
- 1998 Robert M. White
- 1999 Maxine Singer
- 2000 Herbert York, ノーマン・ボーローグ
- 2001 ハロルド・ヴァーマス, Lewis M. Branscomb
- 2002 エーリヒ・ブロッホ
- 2003 Richard C. Atkinson
- 2004 メアリー・グッド
- 2005 ロバート・ガルビン
- 2006 チャールズ・タウンズ, ラジ・レディ
- 2007 Shirley Ann Jackson
- 2008 ノーマン・R・オーガスティン
- 2009 ミルドレッド・ドレッセルハウス
- 2010 Bruce Alberts
- 2011 Charles M. Vest
- 2012 レオン・レーダーマン
- 2013 Neal Francis Lane
- 2014 Richard A. Tapia
- 2015 James Duderstadt
- 2016 Robert J. Birgeneau
- 2017 Rita R. Colwell
- 2018 Jane Lubchenco
- 2019 Walter E. Massey
- 2020 Roderic Pettigrew
- 2021 Ralph E. Gomory
- 2023 Richard Garwin
- 2024 ジョン・ヘネシー

## 参照
- Vannevar Bush Award